# Mamou (Präfektur)

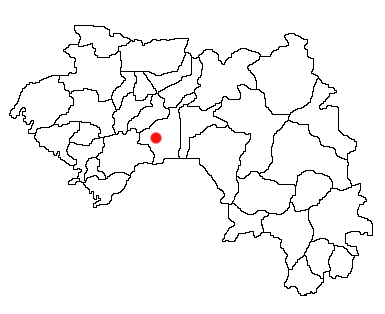
Lage von Stadt und Präfektur Mamou in Guinea

Mamou ist eine Präfektur in der gleichnamigen Region Mamou in Guinea mit etwa 341.000 Einwohnern (Stand 2016). Wie alle guineischen Präfekturen ist sie nach ihrer Hauptstadt, Mamou, benannt, welche zugleich Hauptstadt der gesamten Region ist.
Die Präfektur liegt in der Mitte des Landes teilweise im Bergland von Fouta Djallon, im Süden angrenzend an Sierra Leone, und umfasst eine Fläche von 6.160 km².